# Бургундія-Франш-Конте
Бургундія — Франш-Конте (фр. Bourgogne-Franche-Comté фр. вимова: [buʁɡɔɲ fʁɑ̃ʃ kɔ̃te] ( прослухати); букв. "Бургундія-Вільне графство", інколи скорочується BFC; арп. Borgogne-Franche-Comtât) — регіон Франції, створений внаслідок територіяльної реформи французьких регіонів у 2014 році шляхом об'єднання регіонів Бургундія і Франш-Конте. Датою утворення нового регіону вважається 1 січня 2016 року.
Регіон займає площу понад 47,784 км² з населенням 2816814 осіб.
Регіон має у своєму складі 8 департаментів, 24 округи, 152 кантони і 3831 комуни.
Столиця і місцезнаходження префектури регіону — Діжон, натомість місцезнаходження Ради регіону — Безансон.

## Найменування
Текст закону визначає тимчасову назву об'єднаного регіону, з'єднуючи поточні найменування через (у французькому написанні) дефіс. Постійна назва та місцезнаходження регіональної столиці мають бути визначені Регіональною радою до 1 липня 2016 і затверджено Державною радою Франції до 1 жовтня 2016.
Тимчасове найменування адміністративної одиниці складається з назв історичних областей Бургундія і Франш-Конте. Об'єднання регіонів відбувається в межах Бургундського герцогства  до завоювання Францією у XV столітті.